# Goran Maksimović
Goran Maksimović (Jagodina, 27 luglio 1963) è un ex tiratore a segno serbo.

## Carriera
Precedentemente jugoslavo, fino alla definitiva conclusione dell'esperienza federativa della Jugoslavia avvenuta nel 2003, nonché serbo-montenegrino, fino alla scissione della Serbia e Montenegro in due stati indipendenti occorsa nel 2006.
Specialista del tiro a segno, ha vinto una medaglia d'oro ai Giochi olimpici di Seul 1988
È il padre di Ivana, a sua volta tiratrice di tiro a segno di alto livello.

## Palmarès

### Giochi olimpici
- 1 medaglia:
  - 1 oro (carabina 10 metri aria compressa a Seul 1988).

### Campionati europei
- 6 medaglie:
  - 3 ori (carabina 50 metri in ginocchio a Zagabria 1989; carabina 50 metri 3 posizioni a Bologna 1991; carabina 10 metri aria compressa a Budapest 1992).
  - 2 argenti (carabina 50 metri a terra, carabina 50 metri in piedi a Bologna 1991).
  - 1 bronzo (carabina 50 metri a terra a Zagabria 1989).

### Campionati europei juniores
- 2 medaglie:
  - 1 argento (carabina 50 metri 3 posizioni a Bucarest 1983).
  - 1 bronzo (carabina 50 metri a terra a Roma 1982).